# Monika Meynert
Monika Meynert (* 28. Januar 1938 in Potsdam, Deutschland; † im April 1976 in Frankreich), geboren als Monika Miehlnickel, war eine deutsche Fernseh-Journalistin (Kulturredakteurin) und Fernseh-Moderatorin.

## Leben und Wirken
Monika Miehlnickel begann nach ihrem Abitur mit einem Studium der Altphilologie, Germanistik, Publizistik und Musikwissenschaft, das sie 1962 mit der Promotion abschloss. Ihre Dissertation behandelte das Thema Feuilletonistische Sprache und Haltung bei Friedrich Sieburg und Sigismund von Radecki. Sie war seit 1965 mit dem Richter Guido Meynert verheiratet. 1967 wurde sie als Redakteurin und Moderatorin zum ZDF-Kulturmagazin Aspekte geholt und leitete von August 1975 an dieses Format im Team mit Wolfgang M. Ebert und Wiltrud Mannfeld.
1971/72 moderierte Monika Meynert Die Drehscheibe, darüber hinaus für denselben Sender auch von 1969 bis 1972 das jeden Sonntag ab 12 Uhr ausgestrahlte Unterhaltungsformat ZDF Sonntagskonzert. Weitere ZDF-Sendungen, an denen sie in unterschiedlichen Funktionen beteiligt gewesen war, hießen Konzert im Campus, Daß ich mit Blumen spreche, Von Liebe will ich nicht singen, Samba mangeira und Western-Melodie. Die letzte von der ZDF-Kulturredakteurin moderierte Sendung hieß Ihr Musikwunsch.
Meynerts kulturelle Interessen galten besonders der neuen Musik. Sie führte unter anderem Fernsehinterviews mit György Ligeti, Karlheinz Stockhausen, Luigi Nono und Krzysztof Penderecki, aber auch mit John McLaughlin vom Mahavishnu Orchestra und dem Regisseur Giorgio Strehler. 1969 moderierte sie die ZDF-Sendung Klang aus dem Chaos. Aspekte der Neuen Musik, in der unter anderem die Komponisten Sylvano Bussotti, Mauricio Kagel, Dieter Schnebel, John Cage und Pierre Schaeffer vorgestellt wurden, ebenso die Interpreten Cathy Berberian, Siegfried Palm und Vinko Globokar. In der Zeitschrift Melos berichtete sie über neue japanische Musik, unter anderem von Tōru Takemitsu.
Sie starb im April 1976 bei einem Autounfall in Frankreich, gemeinsam mit ihrem Mann und ihrer Mutter.

## Schriften
- Monika Miehlnickel: Feuilletonistische Sprache und Haltung bei Friedrich Sieburg und Sigismund von Radecki, Diss. Berlin 1962. Eintrag in der Deutschen Nationalbibliothek.
- Monika Meynert: Japanische Impressionen. In: Melos, Jg. 39 (1972), H. 1, S. 19–22.